# Lasselsberger
Die Lasselsberger Group ist ein internationaler Rohstoff-, Baustoff- und Fliesenproduzent mit Sitz in Pöchlarn. Von den Produktionsstandorten in Zentral- und Osteuropa aus werden sowohl lokale Heimmärkte als auch internationale Märkte – vor allem in Westeuropa – beliefert. Von Pöchlarn aus werden die Tochtergesellschaften der drei Divisionen Ceramics, Building Materials und Minerals sowie die lokalen Organisationen geführt und koordiniert. Die Bezeichnung „Lasselsberger Group“ dabei stellt dabei den Überbegriff für alle Unternehmensbestandteile der Lasselsberger GmbH dar.

## Geschichte
Die Lasselsberger Group wurde 1957 als Sand- und Kiesunternehmen von Anton Lasselsberger Senior gegründet und 1967 das erste Betonwerk in Pöchlarn in Betrieb genommen. 
Nach dem Fall des Eisernen Vorhangs war die Lasselsberger Group eines der ersten Unternehmen, das den Markteintritt in den ehemaligen Ostblock-Ländern vollzog. Der erste Schritt erfolgte 1990 durch den Start der ersten Geschäftstätigkeiten (Sand und Kies) in Ungarn sowie der Gründung der Lasselsberger-Knauf Kft. als 50:50 Joint Venture mit der deutschen Knauf Gruppe für den ungarischen Baustoffmarkt. In weiterer Folge wurden ab 1993 die internationalen Handels- und Transportaktivitäten in Malta begonnen, die Geschäftstätigkeiten in Ungarn durch die Übernahme von Rohstoff- und Baustoffunternehmen erweitert sowie der slowakische Markt erschlossen. 1997 wurde das Produktportfolio mit dem Einstieg in das rumänischen Zementgeschäft zusätzlich erweitert.
Ende der 1990er Jahre kam es zu Privatisierungen führender Keramik-Produzenten in Tschechien, die auch über Standorte zum Abbau von Rohstoffen verfügten. In diesem Zusammenhang erfolgte 1998 die Übernahme führender Keramik-Konzerne in Tschechien (Keramika Horni Briza, Chlumcanske keramicke und Rako).
Die positive wirtschaftliche Entwicklung des Unternehmens in der Keramikindustrie ermöglichte den weiteren Ausbau von Vertriebsaktivitäten und den Erwerb weiterer Produktionsstätten in Ungarn, Rumänien und der Slowakei. Zudem erfolgte die Übernahme der ungarischen Zalakeramia Gruppe und des rumänischen Keramik-Produzenten Cesarom.
Nach der Übernahme zahlreicher Unternehmen in Zentral- und Osteuropa wurde im Jahr 2006 eine divisionale Gliederung innerhalb der Gruppe eingeführt und die Gesellschaften den drei Divisionen Ceramics, Minerals und Building Materials zugeordnet. Damit verbunden war auch die strategische Entscheidung, den Fokus auf das Kerngeschäft – Rohstoffe, Baustoffe, Fliesen – zu legen und alle Unternehmensbestandteile, die nicht zum Kerngeschäft gehören, zu verkaufen (wie z. B. der Porzellanhersteller Inker Trogornia).
In den Folgejahren wurde die Geschäftsausweitung auf dem eurasischen Markt vorbereitet, indem zunächst eine Niederlassung in Moskau gegründet und anschließend eine hochmoderne Fliesenproduktionsanlage in Ufa errichtet wurde. Weiters kam es zu einer Erweiterung des Filialnetzes in Rumänien, um die Marktposition weiter auszubauen.
Seit 2015 wurde der Fokus auf Investitionen an bestehenden Standorten wie Modernisierungen und Verbesserung der Energieeffizienz gelegt. Zudem wurden selektiv Unternehmen übernommen und weitere Investitionen am eurasischen Markt getätigt. 
Im Jahr 2018 kam es zu weiteren Zukäufen in Form eines ungarischen Sand und Kies-Unternehmens, einer Ausweitung des Joint Ventures der Lasselsberger-Knauf Kft. sowie der Gründung von Tochtergesellschaften in China und Australien.
Bis heute befindet sich der multinationale Konzern Lasselsberger Group zu 100 % in Familienbesitz und hat – eingebettet in ausgewählte zentrale strategische Leitlinien – einen starken lokalen Fokus, unterstützt durch eine dezentrale Organisationsstruktur für die unterschiedlichen regionalen Herausforderungen.

## Geschäftsfelder
Die Unternehmen der Division Ceramics produzieren Wand- und Bodenfliesen, Dekorationen und Feinsteinzeug mit einer Keramiktradition seit über 130 Jahren mit den Kernmarken Rako, Zalakeramika, Cesarom und LB Ceramics. 
An den Produktionsstandorten der Division Minerals werden die Rohstoffe Sand, Kies, Schotter, Kaolin, Feldspat, Ton, Perlit für die Bau- und Baustoffindustrie sowie die Glasfaser-, Papier- oder Feuerfestindustrie abgebaut. 
Unter der Marke Cemix stellen die Unternehmen der Division Material Buildings Putze und Fugenmörtel, Kleber, Mörtel, Estriche, Beton, Kalk, Kalkstein sowie Weißzement her.
Neben einer ressourcenschonenden Gewinnung, Aufbereitung, Veredelung, Verarbeitung und Lieferung der Produkte wird verstärkt an der Entwicklung von nachhaltigen und energieeffizienten Produkten und Lösungen gearbeitet.
In diesem Zusammenhang erhielt die Lasselsberger GmbH mit dem Projekt „Grüner bauen“ am 17. Mai 2022 den Nachhaltigkeitspreis 2022 in der Kategorie Ökologie, der vom Forum mineralische Rohstoffe in Österreich vergeben wurde.